# Fylgja
Una fylgja, literalment "la que segueix", és en la mitologia nòrdica una criatura sobrenatural que acompanyava a una persona. Generalment apareix sota la forma d'un animal, que es creia que adquiria un aspecte que representava el caràcter o l'estil de vida de la persona que acompanyava, per això es considerava l'ànima de la persona que s'havia separat del cos. Un guerrer, en conseqüència solia tenir una flygja amb l'aspecte d'un os o un llop.
Es podia veure en somnis, però segons les sagues veure-la despert era un presagi de mort. Si una fylgja adoptava forma de dona, llavors es considerava un esperit guardià de les persones i els clans.